# غلابريدين
الغلابريدين مركب كيميائي موجود في مستخلص جذور العرقسوس. يُثبط الجلابريدين نشاط الصفائح الدموية تثبيطًا فعَّالًا، لذلك قد يصبح عاملًا علاجيًا لاضطرابات الانصمام الخثاري.
يُستخدم في مستحضرات التجميل وهو مدرج في التسمية الدولية لمكونات مستحضرات التجميل (INCI)
الغلابريدين مسحوق بني مصفر، وغير قابل للذوبان في الماء، ويذوب في المذيبات العضوية مثل البروبيلين جليكول.